# Сан-Мауро-Маркезато
Сан-Мауро-Маркезато (итал. San Mauro Marchesato) — коммуна в Италии, располагается в регионе Калабрия, подчиняется административному центру Кротоне.
Население составляет 2413 человек, плотность населения составляет 57 чел./км². Занимает площадь 42 км². Почтовый индекс — 88831. Телефонный код — 0962.
Покровителями коммуны почитаются Пресвятая Богородица, празднование в первое воскресение июня,  и Иоанн Креститель, празднование 24 июня.